# Suzanna Guzmán
Suzanna Guzmán (East Los Angeles, ...) è un mezzosoprano e conduttrice radiofonica statunitense vincitrice di un Emmy Award. Attualmente conduce il programma radiofonico settimanale Opera at Noon e On Broadway su 105.1 FM HD4 KMozart. È stata anche vista come ospite nella serie televisiva settimanale di KCET Open Call. Come cantante si è esibita con compagnie d'opera internazionali e americane come artista principale: La traviata al Metropolitan Opera, La favorita a Montpellier, Francia, e Goya al Festival di Spoleto in Italia. È nota per la sua interpretazione del ruolo principale in Carmen per la produzione multimediale della Houston Grand Opera (nota come "MTV Carmen"), un ruolo che ha interpretato più di 200 volte. Le recenti apparizioni sono state con Spoleto Festival USA, SIFA-Singapore Festival of the Arts, Opera Santa Barbara, Los Angeles Philharmonic e con Latino Theatre Company per 17 stagioni come La Virgen nel concorso annuale Diós Inatzin: La Virgen de Tepeyac.

## Biografia
Ha debuttato sul palcoscenico nel 1982 con la Fondazione Bilingue delle Arti in una compagnia itinerante di Se Necesíta Costureras con Experiencia con Dame Carmen Zapata. Nello stesso anno è diventata un membro dell'Educational Tour dell'Old Globe Theatre di San Diego sotto Craig Noel, David McClellan e Jack O'Brien. Ha iniziato la sua carriera nel Musical Theatre con compagnie regionali della California (Sacramento Music Circus, Lyric Dinner Theatre, Grand Dinner Theatre) ed è apparsa nel ruolo di Amazon No. 2 con Yul Brynner nel suo ultimo tour nazionale e nella 4000ª performance di The King and I e Carousel diretto da Jamie Hammerstein al Kennedy Center. Ha ottenuto l'ingresso all'opera come vincitrice di numerosi concorsi, San Francisco Opera, Guild Opera, Fuchs, Zachary e nel 1985 è entrata al Metropolitan Opera Competition, e si è aggiudicata il primo posto della regione occidentale con Deborah Voigt. Come finalista nazionale, ha incontrato due importanti impresari: Ian Campbell (San Diego Opera) e Francis Rizzo, (Washington Opera). Nel 1985 ha fatto il suo debutto operistico come voce della Madre di Antonia nella produzione dell'Opera di San Diego The Tales of Hoffmann con Nelly Miricioiu, James Morris, Judith Forst e diretta da Theo Alcantara e da allora ha cantato come artista principale in quasi tutte le stagioni fino alla sua più recente interpretazione di Page in Salomè con Lise Lindstrom.

## San Diego
Gli spettacoli a San Diego hanno incluso:
- Maddalena in Rigoletto
- Eunice in Un tram che si chiama Desiderio
- Cornelia in Giulio Cesare
- Terza Dama nel Flauto Magico
- Suzuki in Madama Butterfly con Patricia Racette

Contemporaneamente fu Frank Rizzo della Washington Opera ad assumerla per dieci stagioni consecutive con la Washington Opera, inclusa una produzione di successo come ruolo principale in Carmen. Fu al Kennedy Center che lavorò per la prima volta con il compositore/regista d'opera Gian Carlo Menotti alla sua nuova opera Goya, trasmessa in diretta dalla PBS (con Plácido Domingo), che portò ad ulteriori collaborazioni tra cui nuove produzioni di The Saint of Bleecker Street e Amahl e i visitatori notturni, per il quale fu nominata per un Helen Hayes Award come Migliore Attrice Protagonista.

## Artista associata
Nel 1987 fu nominata Artista Associato della Los Angeles Opera da Peter Hemmings. I suoi ruoli in questo teatro comprendono: 
- Peep Bo ne Il Mikado (diretta da Jonathan Miller con Dudley Moore)
- Maiden 5 in Elettra (Leonie Rysanek)
- Dorabella in Così Fan Tutte
- Isaura in Tancredi (Marilyn Horne, Henry Lewis direttore)
- La Gitana in  El Gato Montés con Plácido Domingo
- Mrs. Fox nella prima mondiale del Fantastic Mr. Fox di Tobias Picker
- Terza Dama nella produzione del Flauto Magico di Gerald Scharfe
- Berta in Il barbiere di Siviglia diretta da John Copley con Federica Von Stade, Raul Jimenez, con Jennifer Larrimore e John Del Carlo
- Cornelia nel Giulio Cesare (con David Daniels, Bejun Mehta, Elizabeth Futral)
- Wokle in La fanciulla del West con Catherine Malfitano come Minnie
- Mrs.Page in Falstaff con Ashley Putnum, Greg Fedderly e Stephanie Blythe
- Peter Grimes con Phillip Langridge e Nancy Gustafson, regista John Schlessinger
- La governante in La dama di picche con Plácido Domingo, Elena Obrazcova, Valerij Gergiev
- Suzuki in Madama Butterfly con Catherine Malfitano e Yoko Watanabe
- Diana in Orfeo all'inferno con Peter Mark Shifter, Dom DeLuise, Tracy Dahl, direttore John DeMain
- Flora in La Traviata con Renee Flemming, Elizabeth Futral e Ana Maria Martinez, diretta da Marta Domingo
- Gertrude in Romeo e Gulietta con Rolando Villazon e Anna Netrebko
- Charlotte La granduchessa di Gérolstein diretta da Garry Marshall con Federica von Stade
- La Mulata de Cordoba in Journey to Cordoba di Lee Holdridge con costumi disegnati da Gronk con anche Danielle de Niese
- Natasha in Les Moose, Le avventure operistiche di Rocky e Bullwinkle con Eli Villanueva scritte da Alan Chapman
- La Ciesca in Gianni Schicchi diretta da William Freiedkin, con Sam Ramey, Ros Elias, Jessica Rivera, Rolando Villazon
- Siebel in Faust con Veronica Villaroel e Sam Ramey
- Marcellina in Le nozze di Figaro con Sir Thomas Allen, Solvieg Kringleborn, Richard Bernstein e con Rod Gilfry e Michael Gallup
- Frau Mary in L'olandese volante, con Greg Fedderly, regista Julie Taymor
- Paula in Florencia en el Amazonas di Daniel Catán
- Mariana in Luisa Fernanda con Placido Domingo diretta da Emilio Sagi
- Annina in Il cavaliere della rosa con Ashley Putnam, Federica von Stade, diretta da Jonathan Miller

## Collaborazioni
Ha lavorato con i registi: John Schlesinger, William Friedkin, Francesca Zambello, Franco Zeffirelli, Sir Peter Hall e Robert Wilson e con i compositori: Jake Heggie (Dead Man Walking), Tobias Picker (Fantastic Mr. Fox), Daniel Catán (Florencia en el Amazonas), Cliff Eidelmann (Wedding in the Night Garden), Ian Krouse (Lorca, Child of the Moon), Richard Rodgers Melnick (Cabaret cinese) e Lee Holdridge (Viaggio a Córdoba e Concierto para Mendez). Nel 2012 è nello staff artistico della [Los Angeles Music Center Education Division] e continua a esibirsi per il Los Angeles Opera Education Department. Ha cantato come solista principale con il Tambuco Percussion Ensemble of Mexico e nel CD Carlos Chavez Volume 3 del Southwest Chamber Music, che è stato nominato per il Best Classical CD 2006, Best Small Ensemble e Best Classical Latin Grammy. Il 2011 ha segnato l'esibizione del decimo anniversario come La Virgen de Guadalupe nel concorso annuale La Virgen de Tepeyac del Latino Theatre Centers; Dios Inantzin con Sal Lopez come Juan Diego, Geoff Rivas, Chris Franco, come Friales, Dyana Ortella come La Criada e Castulo Guerra come il Vescovo.

## Conduttrice radiofonica
Ha condotto per nove stagioni (1994-2003) la trasmissione radiofonica settimanale L.A. Opera Notes conducendo prima insieme alla leggenda della radio Rich Capparela e poi con il baritono Rod Gilfry, Mount Wilson Productions, il favorito di Los Angeles. In seguito è apparsa per tre stagioni come produttrice, scrittrice e conduttrice di Sunday Evening Opera. Fa parte della USC Thornton School of Music Board of Advisors, Board of UCLA's Design for Sharing, the Education Committee of Los Angeles Opera. Il suo spettacolo personale, Don't Be Afraid: It's Just Opera è stato creato nel 1984 per introdurre i bambini del centro cittadino al mondo dell'opera. Continua quelle esibizioni ed è apparsa nelle scuole e nei centri comunitari degli Stati Uniti.
Nel 1985 è apparsa sul Super Password ospitato da Bert Convey, dove ha vinto $1.500.

## Discografia
- Carlos Chavez Volume 3 (solista)
  - Grammy nominated (Best Classical CD, Best Classical Small Ensemble)
  - Latin Grammy Nominated
  - Southwest Chamber Music
  - Tambuco Percussion Ensemble con Alba Quezada
  - Cambria (1 CD) CD 8852
- Three Friends: Music of Ian Krouse (solista)
  - The Debussy Trio
  - Ian Krouse, compositore
  - Marcia Dickstein, direttore
  - Rubeda Canis Musica (1 CA) B000050AE1
  - US Release September 4, 2001
- Florencia en el Amazonas (Paula)
  - Daniel Catán, compositore
  - Patrick Summers, direttore con Ana Maria Martinez, Patricia Schumann, Chad Shelton…
  - Houston Grand Opera Orchestra
  - Albany Record (2 CD)  TROY 531/532
  - US Release September 2002
- Goya (Duchess of Alba)
  - Giancarlo Menotti, compositore
  - Steven Mercurio, direttore con Cesar Hernandez, Andrew Wentzel, Penelope Daner
  - Spoleto Festival Orchestra
  - ICARUS Nuova Era (2 CD) 7060/61
  - Italy release April 1992
  - US re release Copa d'Oro Records

### Filmografia/televisione
60th Annual Los Angeles County Holiday Celebration - host 2019 Emmy Award Best Live Event Winner https://www.emmys.com/
- OPEN CALL Host 2012 KCET Los Angeles
- CSI: New York ("Murder Sings the Blues") (2006) Madame Butterfly
  - Directed by Oz Scott
- Twilight of the Golds (1997) Brünnhilde
  - Diretta da Ross Kagan Marks
  - Scritto da Jonathan Tolins
- Courage:  Profiles in Creativity (1998 documentary) Herself
  - Diretto da Deanna McDaniels
- Suzanna Guzmán –Native Angelena: Voice of an Angel (2002) Herself
  - Associate Press Award Best Short Profile
  - Producer Gay Yee
  - Host Val Zavala per la PBS LIFE AND TIMES
- El Gato Montes (1995) Gypsy woman
  - Diretto da Emilio Sagi